# 曼斯泰河畔米尔巴克
曼斯泰河畔米尔巴克（法語：Muhlbach-sur-Munster，发音；[mylbak syʁ mœ̃stɛʁ] 或 [mylbax syʁ mœ̃stɛʁ]；德语：Mühlbach im Elsaß；阿尔萨斯语：Milbe）是法国上莱茵省的一个市镇，属于科尔马-里博维莱区（Colmar-Ribeauvillé）和温策奈姆县（Wintzenheim）。该市镇总面积7.88平方公里，2009年时的人口为763人。

## 人口
曼斯泰河畔米尔巴克人口变化图示